# Сервий Фульвий Петин Нобилиор
Сервий Фульвий Петин Нобилиор (лат. Servius Fulvius Paetinus Nobilior; III век до н. э.) — римский политический деятель и военачальник из плебейского рода Фульвиев, консул 255 года до н. э. Участник Первой Пунической войны.

## Происхождение
Сервий Фульвий принадлежал к плебейскому роду Фульвиев, представители которого переехали в Рим из Тускулума в середине IV века или немного позже и впервые достигли консульства в 322 году до н. э. Согласно Капитолийским фастам, отец и дед Сервия Фульвия носили преномен Марк. О младшем Марке ничего не известно, а старший — это Марк Фульвий Петин, консул 299 года до н. э. Предположительно в близком родстве с Фульвиями Петинами были Фульвии Центумалы.

## Биография
Первые сообщения источников о Сервии Фульвии относятся к 255 году до н. э., когда он был консулом. В это время шла война с Карфагеном. Армия одного из консулов предыдущего года была разгромлена в Африке, и Нобилиор вместе со своим коллегой, патрицием Марком Эмилием Павлом, возглавил флот из трёхсот или трёхсот пятидесяти кораблей, направившийся к африканскому побережью, чтобы эвакуировать остатки этой армии. В пути у Гермесова мыса римляне столкнулись с вражеским флотом, либо равным по численности, либо насчитывавшим всего двести кораблей. В сражении римский флот одержал лёгкую победу, потопив сто четыре карфагенских корабля и захватив 30 с экипажами. Число погибших и взятых в плен карфагенян в источниках варьируется от пятнадцати тысяч до тридцати пяти тысяч. Захваченная огромная добыча была разделена между всеми солдатами.
После этой победы консулы забрали из Аспида остатки африканской армии и направились обратно в Италию. Это решение в историографии называют ошибкой: консулы упустили возможность для новой высадки в Африке, возникшую благодаря победе на море и восстанию нумидийцев против Карфагена. Вероятно, Нобилиор и Павел были слишком впечатлены прошлогодним разгромом. На обратном пути, у сицилийского побережья большая часть их флота была уничтожена штормом. По-разному оценивая размеры римского флота (у Орозия триста, у Полибия триста шестьдесят четыре, у Евтропия — четыреста шестьдесят четыре), все источники пишут, что уцелело всего восемьдесят кораблей. Согласно Полибию, причиной катастрофы стало желание консулов проплыть вдоль южного побережья Сицилии в неблагоприятное время года для того, чтобы занять некоторые местные города, устрашённые недавней победой римского флота.
Тем не менее в январе 254 года до н. э. консулы отпраздновали в Риме триумф. 18 января в город торжественно въехал Петин Нобилиор, а на следующий день — Павел.

## Потомки
Предположительно сыном Сервия Фульвия был Марк, отец Марка Фульвия Нобилиора, консула 189 года до н. э.